# U 76 (U-Boot, 1916)
U 76 war ein diesel-elektrisches Minen-U-Boot des Kriegsauftrags „E“ der deutschen Kaiserlichen Marine. Es kam im Ersten Weltkrieg zum Einsatz.

## Besonderheit der Bewaffnung und Motorisierung
Die Hauptaufgabe von U 76 war das Legen der Seeminen, von denen bis zu 38 Stück im Bootsinneren transportiert werden konnten. Sie wurden über zwei Auslassrohre im Bootsheck verlegt. Es handelte sich somit nicht primär um ein U-Boot für Torpedoangriffe. Es war verglichen mit anderen Hochsee-U-Booten relativ schwach motorisiert. Selbst die Überwassergeschwindigkeit blieb im einstelligen Bereich. Die Torpedobewaffnung diente lediglich zur Selbstverteidigung.

## Einsätze
U 76 lief am 12. März 1916 bei der Vulcan-Werft in Hamburg vom Stapel und wurde am 11. Mai 1916 in Dienst gestellt. Das U-Boot wurde im Juni 1916 der I. U-Boot-Flottille zugeordnet. Der erste und einzige Kommandant war Kapitänleutnant Waldemar Bender, der das U-Boot von seiner Indienststellung bis zu seinem Untergang am 27. Januar 1917 befehligte.
U 76 führte während des Ersten Weltkrieges vier Operationen im östlichen Nordatlantik und im Nordmeer durch. Dabei wurden unter anderem Minen vor der Küste Murmansk gelegt, wodurch am 17. Oktober 1916 der norwegische Frachter Botnia sank (knapp 1150 BRT). Im November 1916 wurde der russische Eisbrecher Anna I durch Minen versenkt und der russische Frachter Koursk beschädigt.

## Verbleib
Am 22. Januar 1917 – nach anderen Quellen am 26. Januar – wurde U 76 vor der Nordküste Norwegens von einem russischen Fischdampfer gerammt und dabei schwer beschädigt. Am 27. Januar 1917 geriet das U-Boot vor Hammerfest in ein starkes Unwetter. Da die Maschinen versagten, entschloss sich Bender, das Boot aufzugeben und durch Selbstsprengung zu versenken. Die Besatzung sendete Notsignale, die von einem norwegischen Fischerboot bemerkt wurden. Bis auf einen Maschinisten konnten sämtliche Besatzungsmitglieder gerettet werden. Das U-Boot sank etwa auf der folgenden Position bei der Insel Sørøya: 71° 0′ N, 23° 0′ O. Da das Boot nicht durch direkte Feindeinwirkung verloren gegangen war, wurde die Besatzung nicht in Norwegen interniert. Bender konnte nach Deutschland zurückkehren und später das Kommando über U 43 übernehmen. Im Juli 1971 wurde das Wrack des U-Bootes gehoben und anschließend verschrottet.